# Dominio de Lipschitz
En matemática, un dominio de Lipschitz (o dominio con frontera de Lipschitz) es un dominio en el Espacio Euclidiano cuya frontera es "suficientemente regular" en el sentido que esta puede ser considerada como si fuera la gráfica de una función continua de Lipschitz. El término fue dado por el matemático Alemán Rudolf Lipschitz.

## Definición
Sea n ∈ N, y tomemos Ω como un abierto y subconjunto acotado de Rn. Sea ∂Ω que denota la frontera de Ω. Entonces Ω se dice que tiene una frontera de Lipschitz, y es llamado un dominio de Lipschitz, si, para cada punto p ∈ ∂Ω, existe un radio r > 0 y un mapeado hp : Br(p) → Q tal que
- hp es una biyección;
- hp y hp−1 son ambas funciones continuas de Lipschitz;
- hp(∂Ω ∩ Br(p)) = Q0;
- hp(Ω ∩ Br(p)) = Q+;

donde
{\displaystyle B_{r}(p):=\{x\in \mathbb {R} ^{n}|\|x-p\|<r\}}
denota la bola abierta de dimensión n de radio r alrededor de p, Q denota la bola unitaria B1(0), y 
{\displaystyle Q_{0}:=\{(x_{1},\dots ,x_{n})\in Q|x_{n}=0\};}
{\displaystyle Q_{+}:=\{(x_{1},\dots ,x_{n})\in Q|x_{n}>0\}.}

## Aplicaciones del los dominios de Lipschitz
Muchos de las desigualdades de Sobolev requieren que el dominio de estudio sea un dominio de Lipschitz. En consecuencia, muchas ecuaciones diferenciales parciales y problemas variacionales son definidos en un dominio de Lipschitz.